# 保福村关帝庙佛爷阁
保福村关帝庙佛爷阁，位于山西省晋城市泽州县高都镇保伏村。
2023年5月16日，保福村关帝庙佛爷阁公布为第三批泽州县文物保护单位，编号3-8。